# Grotea perplexa
Grotea perplexa là một loài tò vò trong họ Ichneumonidae.